# Cochabamba erythrodera
Cochabamba erythrodera es un coleóptero de la familia Chrysomelidae. Fue descrita en 1879 por Baly.